# سید سعید رحمانی
سید سعید رحمانی، (متولد ۱۰ دی ۱۳۴۶ تهران)، فیلم‌نامه‌نویس سینما و تلویزیون و مدرس دانشگاه است. وی ریاست باشگاه فیلم‌نامه نویسان سینمای ایران را بر عهده دارد.

## تحصیلات
سید سعید رحمانی فارغ‌التحصیل مهندسی مواد از دانشگاه علم و صنعت ایران و همچنین دورهٔ عالی دوسالهٔ فیلمنامه‌نویسی حرفه‌ای از «مرکز آموزش فیلمسازی باغ فردوس» است.

## سمت و مسئولیت
در پی تأسیس باشگاه فیلم‌نامه نویسان سینمای ایران در خانه سینما و در سال ۱۳۹۴، سید سعید رحمانی، با توجه به سوابق حرفه‌ای و سینمائی، به عنوان اولین رئیس این باشگاه انتخاب شد. این باشگاه، تاکنون نوزده نشست تخصصی با حضور بزرگان سینما برگزار کرده‌است.
در پی تشکیل اولین مجمع عمومی انجمن صنفی فیلم‌نامه‌نویسان سینما در اسفند ماه ۱۳۹۵ و در محل خانه سینما، رحمانی پس از دو دوره عضویت در شورای مرکزی کانون فیلمنامه‌نویسان سینمای ایران به عنوان عضو هیئت مدیره در اولین دوره انجمن صنفی فیلم‌نامه‌نویسان سینما، انتخاب شد.
رحمانی همچنین سابقه دو دوره عضویت در شورای عالی نظارت بر آموزشگاه‌های آزاد سینمایی را دارد که شورائی سه نفره و از شوراهای اصلی سازمان سینمایی است 

## فعالیت سینمایی و صنفی
رحمانی از سال ۸۳ عضو  کانون فیلمنامه نویسان سینمای ایران است. وی همچنین عضو جامعه‌ی اصناف سینمای ایران (با شماره نظام سینمائی) است. او همچنین سابقه عضویت در سه دوره شورای مرکزی کانون فیلمنامه‌نویسان سینمای ایران و عضویت در اولین هیئت مدیره انجمن صنفی فیلمنامه‌نویسان سینمای ایران را دارد. او با تأسیس باشگاه فیلم نامه نویسان سینمای ایران توسط خانه سینما، اولین رئیس هیئت امنا باشگاه فیلم نامه نویسان سینمای ایران است. او همچنین عضو دائم آکادمی جشن خانه سینما (انجمن عالی هنرها و فنون سینمای ایران)‌ می‌باشد. وی همچنین عضو هیئت داوران تخصصی بخش فیلمنامه در شانزدهمین جشن سینمای ایران (خانه سینما) بوده‌است.

## داوری
- عضو دائم آکادمی جشن خانه سینما (عضو دائمی انجمن عالی هنرها و فنون سینمای ایران)
- عضو هیئت داوران تخصصی بخش فیلمنامه در شانزدهمین جشن سینمای ایران (خانه سینما)[۲۳]
- داور یازدهمین جشنواره بین‌المللی فیلم مقاومت[۲۴]
- داور نخستین جشنواره تولیدات مراکز استانی حوزه هنری[۲۵]
- داور پنجاه و پنجمین جشنواره منطقه‌ای بینالود[۲۶]
- داور نخستین دوره جشنواره فیلم‌نامه‌نویسی انجمن سینماگران هرمزگان[۲۷]

## همکاری با مطبوعات
وی با ماهنامهٔ تخصصیِ فیلم‌نامه‌نویسیِ  فیلم نگار همکاری مداوم دارد و مطالب و مقالاتی تخصصی را برای این ماهنامه می‌نویسد. همچنین سلسله نوشته‌های او تحت عنوان تجربیات نامربوط سوم شخص مفرد و تجربیات نامربوط شخص مربوطه هر ماه در «ماهنامه فیلم نگار» به چاپ می‌رسد. رحمانی، برای نشریات دیگر هم به شکل پراکنده مطالب تخصصی می‌نویسد.

## آموزش و پژوهش
سید سعید رحمانی در کنار نوشتن، به تدریس و پژوهش نیز مشغول است.
او مدرس دروس تخصصی در مقطع کارشناسی ارشد ادبیات نمایشی در دانشگاه سوره ، دانشگاه صدا و سیما ، دانشکده سینما و تئاتر دانشگاه هنر و دانشگاه تهران است. رحمانی همچنین مدرس فیلم‌نامه‌نویسی در مدرسه ملی سینمای ایران بوده.
رحمانی استاد راهنمای ده عنوان پایان‌نامه کارشناسی ارشد ادبیات نمایشی در دانشگاه صدا و سیما بوده‌است و سابقه عضویت دپارتمان فیلم نامه در مدرسه ملی سینمای ایران و عضو دپارتمان فیلم نامه در انجمن سینمای جوانان ایران را داراست.
او همچنین کارگاه‌های آموزشی و ورک شاپ‌های تخصصی متعددی را در دیگر مراکز معتبر آموزشی برگزار می‌کند.

## کتاب
کتاب «دنیای فیلم‌نامه، روایت ساختار» به کوشش رحمانی توسط انتشارات روزنه کار به چاپ رسیده است.
بخش گفتگوی تخصصی در فیلم‌نامه چاپ شده‌ی «سرخپوست»،  گفتگوی تخصصی و آموزشی  رحمانی با نیما جاویدی، نویسنده فیلم‌نامه است. 

## آثار
حاصل کار سید سعید رحمانی در این سال‌ها، (۳۱) فیلمنامه سینمائی، سریال و تله فیلم است. او با نوشتن پنج فیلم نامه ی سریال ماه رمضان، در این زمینه رکوردار است. از معروفترین آثار او عبارتند از سریال گمگشته، با بازی آتیلا پسیانی در دو نقش که اولین سریال ماه رمضانی بود و نیز اولین کارگردانی رامبد جوان و نیز سریال وفا، با موضوعی عاشقانه، که در نوروز ۸۵ از شبکه ۳ پخش شد و سریال سایه آفتاب که اولین نقش آفرینی مهم حامد بهداد در تلویزیون بود.

## فیلم‌نامه‌ها
- سینمائی ازدواج صورتی (۱۳۸۳)
- سینمائی سربلند (فیلم ۱۳۸۵)
- گمگشته (مجموعه تلویزیونی) (سریال ۱۳۸۰)
- زمانی برای خاکستر (سریال ۱۳۷۹)
- رستوران خانوادگی، دو اپیزود (سریال ۱۳۸۰)
- یلدای قدر (سریال ۱۳۸۰)
- دریایی‌ها (مجموعه تلویزیونی) (سریال ۱۳۸۰)
- همراز (سریال ۱۳۸۱)
- معما (سریال ۱۳۸۱)
- رسم عاشقی (سریال ۱۳۸۳)
- سایه ی آفتاب (سریال ۱۳۸۳)
- مرده متحرک (سریال ۱۳۸۴)
- وفا (مجموعه تلویزیونی) (سریال ۱۳۸۵)
- سی امین روز (سریال ۱۳۸۹)
- روز رفتن (سریال ۱۳۸۵)
- گل یا پوچ (سریال ۱۳۸۵)
- زخم (سریال ۱۳۹۳)
- معصومه بانو (سریال تاریخی ۱۳۹۴)
- خسته‌دلان (طرح فیلم‌نامه) (سریال ۱۳۸۸)
- نردبام آسمان (طرح فیلم‌نامه) (سریال ۱۳۸۸)
- مرگ عوضی (تله فیلم ۱۳۸۷)
- فراموشی (تله فیلم ۱۳۸۶)
- پرونده‌ای برای دو نفر (تله فیلم ۱۳۸۶)
- این شرح ناتمام (تله فیلم ۱۳۷۹)
- همایش (تله فیلم ۱۳۹۲)
- حال خوب (تله فیلم ۱۳۹۲)
- روزهای خوش سامان (سریال ۱۳۹۵)
- ماه و غزل (سریال تاریخی)
- با شیطان دست بده (سریال)
- جاده‌ی تباهی (سریال)
- گذر عاشقی (سریال)

## جوایز
برخی از آثار سید سعید رحمانی در جشنواره‌ها، جوایزی دریافت کرده‌اند:
- تندیس بهترین فیلم نامه در نهمین جشنواره فیلم دفاع مقدس برای فیلم نامه «زمانی برای خاکستر»
- جایزهٔ بهترین سریال برای «روز رفتن» در دومین جشنواره فیلم پلیس
- جایزه ویژه هیئت داوران برای سریال «وفا»
- یلدای قدر - سریال برگزیده سال ۱۳۸۰
- جایزه بهترین فیلم‌نامه سریال در جشن شبکه سه سیما برای سریال گمگشته در سال ۱۳۸۱
- نامزد بهترین فیلم‌نامه سریال در جشن شبکه سه سیما برای سریال سایه آفتاب در سال ۱۳۸۴